# Riding with the King
Riding with the King是埃里克·克莱普顿和B·B·金合作的一张布鲁斯专辑，于2000年发表。该专辑同年获得该年度格莱美最佳传统布鲁斯奖。此碟曾达到Billboard布鲁斯专辑榜首，并在美国获得双白金销售量。

## 简介
Riding with the King为克莱普顿与B·B·金合作的第一张专辑。两人自1967年起就有同台表演的经历，但直到1997年才在录音室合作制作过唱片。两人曾经多次讨论过合作专辑的可能性。此专辑录制的时候，克莱普顿55岁，金74岁。
克莱普顿编选了曲目，并和Simon Climie共同担当制作人。专辑包括5首B·B·金在50年代和60年代的曲子，以及多首其他音乐家的作品。选曲兼顾电子和Accoustic类。
专辑总体评价较好。

## 创作人员
- B·B·金 – 主唱，吉他
- 埃里克·克莱普顿 – 主唱，吉他
- Doyle Bramhall II – 吉他, 背景和声
- Andy Fairweather-Low – 吉他
- Jimmie Vaughan – 吉他
- Joe Sample – 吉他, 钢琴
- Tim Carmon – 风琴
- Nathan East – 贝斯
- Steve Gadd – 鼓
- Susannah Melvoin – 背景和声
- Wendy Melvoin – 背景和声
- Paul Waller –  编曲